# Flatulista

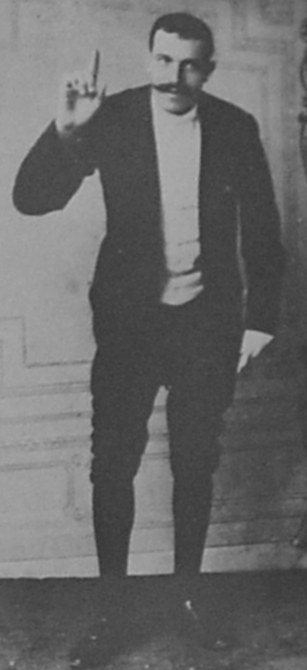
Le Pétomane foi um flatulista profissional francês da virada do século XIX para o XX.

Um flatulista é um comediante ou ator cuja especialidade é a de usar a própria flatulência com fins de comédia e/ou diversão.

## História
Na mitologia dos inuítes canadenses, Matshishkapeu (literalmente: o "homem-flato") é o mais poderoso ser, um xamã lendário capaz de trazer a dor ou o alívio gastrointestinal.
Houve também ao longo da Antiguidade Clássica e da Idade Média uns tantos relatos sobre flatulistas, os quais produziam vários ritmos e tons com suas flatulências. Santo Agostinho, em  Cidade de Deus (14.24) menciona a existência de pessoas que tinham "tamanho comando de seus intestinos, que podiam produzir vento continuamente e à vontade, de modo a produzir o efeito do canto". Juan Luis Vives em seus comentários ao trabalho de Agostinho, em 1522, afirma ter ele próprio visto algo assim, um fato também comentado por Michel de Montaigne num ensaio. 
Os flatulistas profissionais da Irlanda medieval eram chamados "braigetori". Eles são listados conjuntamente com outros artistas e músicos na obra do século XII, Tech Midchúarda, um diagrama de um banquete feito no Hill of Tara. Nessa função foram ranqueados no final de uma escala na qual havia bardos, fili e harpistas.
Evidências de flatulência deliberada em eventos sociais continuam pela Idade Moderna adentro. No século XVI, Rabelais detalha um caso do tipo em Gargântua e Pantagruel. Nos tempos atuais, o filme South Park: Bigger, Longer & Uncut apresenta uma música dos personagens canadenses Terrance e Phillip demonstrando o seu estilo como flatulistas. 

## Flatulistas famosos
- Mr. Methane, flatulista contemporâneo
- Le Pétomane, apresentou-se na França de 1887 a 1914
- Robert Tilton, pastor norte-americano

### Leituras adicionais (em inglês)
- Valerie J. Allen; Broken Air Exemplaria (2004). ( PDF version)
- [Jim Dawson; Who Cut the Cheese?: A Cultural History of the Fart (Ten Speed Press, 1999)
- Steve Bryant; The Art Of The Fart